# Jabar Gaffney
Derrick Jabar Gaffney (* 1. Dezember 1980 in San Antonio, Texas) ist ein ehemaliger US-amerikanischer Footballspieler. Er spielte auf der Position des Wide Receivers für die Houston Texans, New England Patriots, Denver Broncos, Washington Redskins und Miami Dolphins in der National Football League.

## Karriere
Gaffney besuchte die University of Florida und war dort erster Wide Receiver. 2002 wurde er in der zweiten Runde von den Houston Texans gedraftet und spielte dort drei Jahre mehr oder weniger erfolgreich. 2006 wechselte er zu den Philadelphia Eagles, wurde jedoch nach einer sehr schlechten Preseason auf die Reserveliste gesetzt. Noch in der Saison unterschrieb er einen Zweijahresvertrag mit den New England Patriots und spielt dort um einiges besser als bei den vorherigen Mannschaften. 2009 wechselte er zu den Denver Broncos.